# Moralisti
Moralisti su filozofi ili pisci koji za razliku od teoretske etike nastoje opisivati konkretno ljudsko ponašanje i djelovanje, primjenjujući strogo i formalno moralna načela. Posebice u filozofiji označava autore koji moralu pridaju posebno mjesto i drže moralnost glavnim načelom za tumačenje čitave stvarnosti (Johann Gottlieb Fichte) (moralizam). U užem smislu, pojam označava skupinu francuskih pisaca i filozofa 7. – 8. stoljeću koji su opisivali, najčešće u književnim oblicima eseja, maksima i aforizama, karaktere i moralno ponašanje suvremenika (Michel de Montaigne, François de La Rochefoucauld, Jean de La Bruyère, Blaise Pascal). Korijeni im sežu do antičkih autora (Teofrast, Seneka, Plutarh), a pojavljuju se i u Španjolskoj (Baltasar Gracián). Njihov je utjecaj vidljiv na primjer kod Paula Valéryja, Arthura Schopenhauera, Oscara Wildea i dr.